# Барбен, Эркюлин
Эркюли́н Барбе́н (фр. Herculine Barbin; 8 ноября 1838, Сен-Жан-д’Анжели — 13 марта 1868, Париж) — французский мемуарист-интерсекс.

## Биография
Барбен родился в коммуне Сен-Жан-д’Анжели во Франции. При рождении его пол был ошибочно определён как женский, и он воспитывался как девочка. В пансионе, где Барбен проходил обучение до 17 лет, у него впервые начало проявляться сексуальное влечение к женщинам. В возрасте 20 лет, работая в школе для девочек, Эркюлин вступил в связь с одной из учительниц. В то же время у него появились боли в области половых органов, вынудившие его обратиться к врачу. Следствием этого обращения стало требование об увольнении Барбена из школы, с которым осматривавший его врач обратился к школьному руководству. Однако поскольку он никак не объяснял необходимость увольнения, Барбен сохранил за собой учительское место.
Впоследствии Барбен рассказал обо всех этих событиях и своих переживаниях на исповеди, и священник пригласил к нему другого врача, который определил, что в действительности он является мужчиной с дефектом развития половых органов (т. н. «Псевдогермафродитизм»). Вскоре Барбен был официально признан мужчиной и сменил имя на Абе́ль (фр. Abel Barbin). Будучи вынужденным покинуть школу, он в течение нескольких лет перебивался случайными заработками, страдая от нищеты, а в феврале 1868 года покончил жизнь самоубийством.
Врач, производивший осмотр тела, обнаружил рядом с кроватью покойного его мемуары. Отрывки из этих мемуаров публиковались вскоре после смерти Барбена, но не получили какой-либо известности. Лишь через сто лет оригинал мемуаров был обнаружен в архивах французским философом Мишелем Фуко, который опубликовал их со своим комментарием.

## В массовой культуре
- По мотивам его мемуаров был снят фильм «Тайны Алексины».
- Упоминается в романе Джеффри Евгенидиса «Средний пол».
- Французский короткометражный фильм «Le Diable est dans les détails», на русский озвучен «Дьявол кроется в деталях".